# Bistum Visby

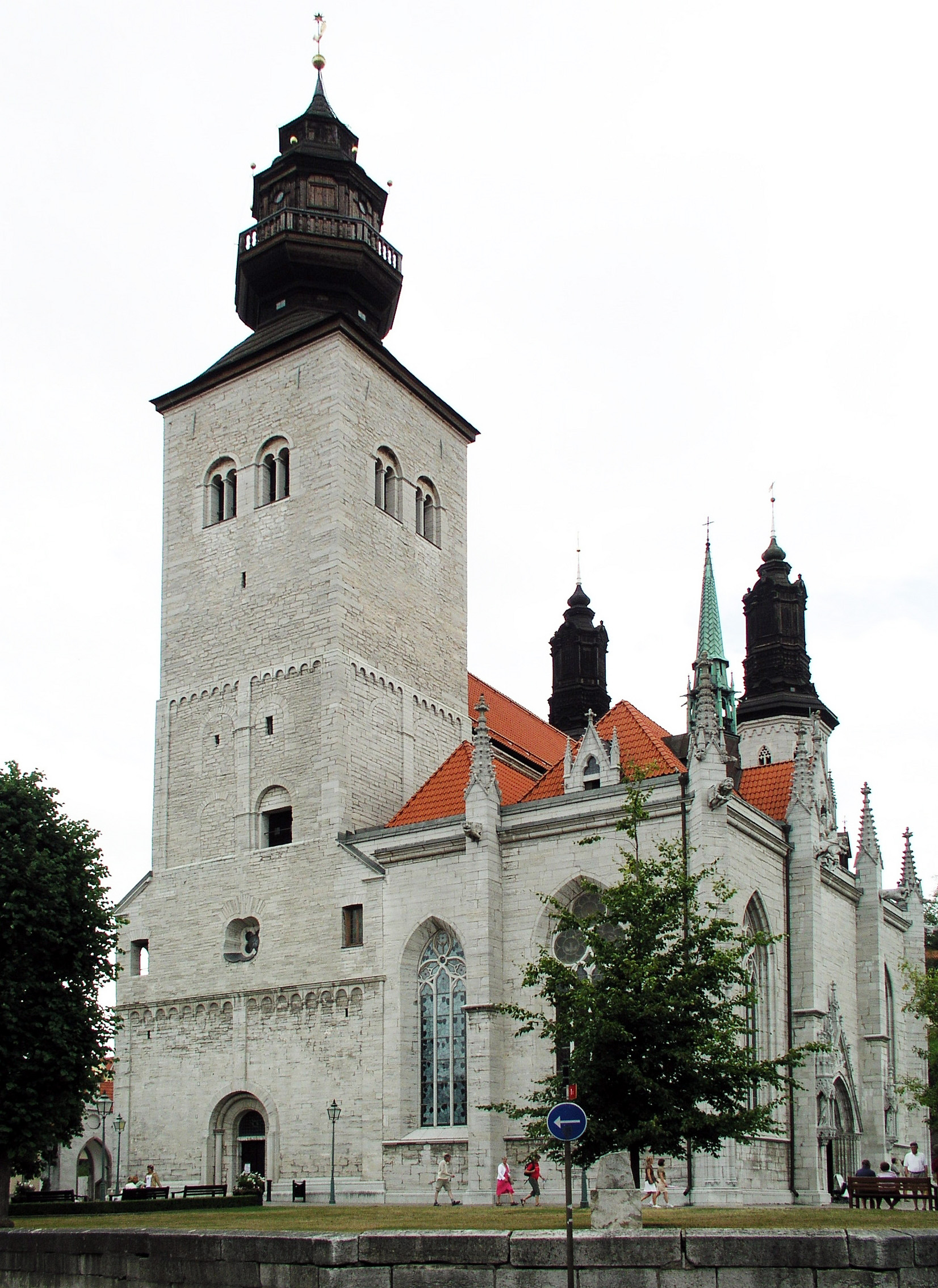
Dom in Visby

Das Bistum Visby (schwedisch Visby stift) ist eine der 13 Diözesen innerhalb der evangelisch-lutherischen Schwedischen Kirche. Sein Gebiet ist deckungsgleich mit dem Gebiet der Provinz Gotlands län; es besteht also aus der Insel Gotland sowie einigen kleineren Nachbarinseln. 

Bistumswappen

Das Bistum gliedert sich in 3 Kirchenkreise (kontrakt) und 39 Kirchengemeinden (församlingar). 36 Gemeinden sind zu insgesamt 7 Pastoraten als ökonomischen Einheiten zusammengefasst; 3 Gemeinden sind eigenständig (Stand 2018). Außerdem sind dem Bistum Visby die 46 Auslandsgemeinden der Schwedischen Kirche zugeordnet.
Bischofssitz ist die Stadt Visby mit dem Dom zu Visby als Bischofskirche. Als Bischof von Visby amtiert seit 2023 Erik Eckerdal.